# باشگاه فوتبال پوهانگ استیلرز
پوهانگ استیلرز (به کره‌ای: FC 포항 스틸러스) یک باشگاه فوتبال در شهر پوهانگ در کشور کرهٔ جنوبی می‌باشد که در سال ۱۹۷۳ تأسیس شده و در کی‌لیگ بازی می‌کند. باشگاه پوهانگ استیلرز چهار بار در فینال لیگ قهرمانان آسیا حضور داشته‌است. باشگاه پوهانگ استیلرز با ۳ بار قهرمانی در سال‌های ۱۹۹۷ و ۱۹۹۸ و ۲۰۰۹ و ۱ نایب قهرمانی در سال ۲۰۲۱ در لیگ قهرمانان آسیا جزء سه باشگاه پر افتخار قارهٔ آسیا می‌باشد. همچنین پوهانگ استیلرز ۵ بار قهرمانی در سال‌های ۱۹۸۶ و ۱۹۸۸ و ۱۹۹۲ و ۲۰۰۷ و ۲۰۱۳ در لیگ کرهٔ جنوبی را بدست آورده‌است و باشگاه پوهانگ استیلرز در سال ۲۰۰۹ به عنوان سومین جام باشگاه‌های جهان رسید همچنین این تیم ۲ نائب قهرمانی در سال‌های ۱۹۹۷ و ۱۹۹۸ در سوپرجام آسیا دارد و موفق شده ۲ نائب قهرمانی را در جام باشگاهی آفریقا-آسیا کسب کند. همچنین این تیم ۴ قهرمانی رکورد دار قهرمانی در جام حذفی را داراست. این تیم به همراه الهلال عربستان  و اوراوا ژاپن سه تیم پر افتخار آسیا هستند.

## افتخارات

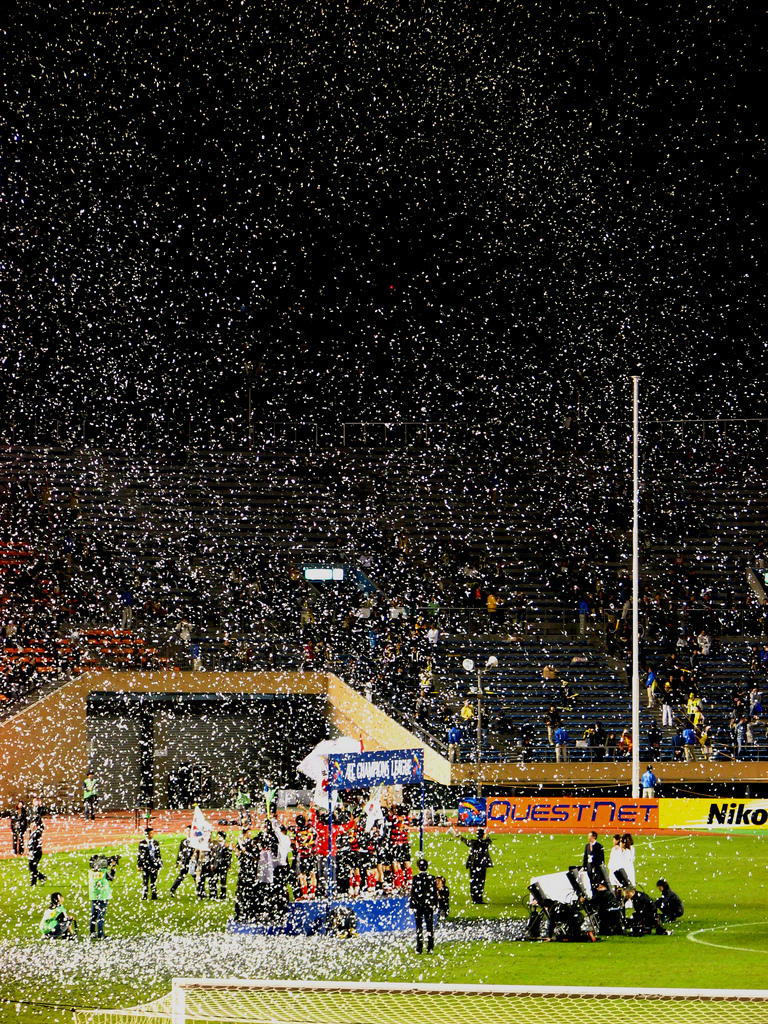
پوهانگ استیلرز سومین قهرمانی لیگ قهرمانان آسیا خود را در سال ۲۰۰۹ جشن گرفت.

#### عناوین داخلی[۲][۳]
- جام کی لیگ کره
  - قهرمانی(۵) بار: ۱۹۸۶،۱۹۸۸،۱۹۹۲،۲۰۰۷،۲۰۱۳
  - نایب قهرمانی (۵بار): ۲۰۲۳ ،۱۹۸۵،۱۹۸۷،۱۹۹۵،۲۰۰۴
- لیگ ملی نیمه حرفه ای فوتبال کره
  - قهرمانی (۵) بار: ۱۹۷۵٬۱۹۸۱٬۱۹۸۲٬۱۹۸۶٬۱۹۸۸
  - نایب قهرمانی (۲) بار: ۱۹۷۷٬۱۹۸۹
- جام حذفی کره جنوبی
  - قهرمانی (۴) بار: ۱۹۹۶٬۲۰۰۸٬۲۰۱۲٬۲۰۱۳
  - نایب قهرمانی (۳) بار: ۲۰۰۱٬۲۰۰۲٬۲۰۰۷
- جام لیگ کره
  - قهرمانی (۲) بار: ۱۹۹۳٬۲۰۰۹
  - نایب قهرمانی (۲) بار: ۱۹۹۶٬۱۹۹۷
- مسابقات قهرمانی فوتبال کشور
  - ۱۹۷۷ و ۱۹۸۵ نایب قهرمانی
- جام رئیس‌جمهور
  - قهرمانی (۲) بار: ۱۹۷۴٬۱۹۸۹

#### عناوین قاره ای و بیم المللی[۲][۴]
- لیگ قهرمانان آسیا
  - قهرمانی (۳) بار: ۱۹۹۷–۱۹۹۶، ۱۹۹۷–۱۹۹۸، ۲۰۰۹
- A3 جام قهرمانان
  - ۲۰۰۵ نایب قهرمانی
- جام باشگاه‌های جهان
  - ۲۰۰۹ مقام سوم